# Aphelocheiridae
Aphelocheirus
Famille
Synonymes
- Aphelocheirinae Fieber, 1851[2]

Genre
Les Aphelocheiridae sont une famille d'insectes aquatiques hémiptères du sous-ordre des hétéroptères (punaises) nepomorphes, qui ne comprend à ce jour qu'un seul genre, Aphelocheirus.

## Description
Ce sont des punaises aquatiques, au corps aplati dorso-ventralement, légèrement convexe, ovale, à antennes de quatre articles fins s'étendant le long des côtés de la tête. La tête est étroite et allongée, la partie antéoculaire proéminente, avec un rostre long, qui atteint au moins le mésosternum, avec un troisième segment très long. La tête est insérée dans le pronotum qui l'entoure postérieurement. Ils peuvent être macroptères à microptères. Elles n'ont pas de soies érigées à la tête, au pronotum et aux cories (ce qui les différencie des Potamocoridae). Les tarses ont trois articles, mais ceux-ci peuvent être fusionnés chez certaines petites espèces. Leur taille va de 3 à 12 mm,.

## Répartition et habitat
Cette famille est restreinte à l'hémisphère Est, avec la plus grande diversité en Asie du Sud-Est, allant ensuite diminuant vers l'ouest (15 en Thaïlande, 7 en Inde, 5 en Afrique). Trois espèces sont présentes en Europe, Aphelocheirus aestivalis assez largement répandue, et A. murcius et A. occidentalis uniquement dans la Péninsule ibérique (selon Fauna Europaea). De même, une seule espèce est connue en Australie.
Les Aphelocheirus vivent dans les cours d'eau sur plateau rocheux, même avec un courant modéré, à une certaine profondeur, sur des fonds de graviers et de galets, avec une végétation éparse,.

## Biologie
Ces punaises ont une respiration par plastron, qui fonctionne en retenant de l'air dans des poils  hydrofuges, et absorbés par des spiracles en rosettes, qui leur permettent de rester sous l'eau indéfiniment.
Elles sont sensibles à la pollution, et une fois disparues, ne peuvent revenir, une fois les conditions améliorées, que si elles ont survécu dans des zones non polluées du cours d'eau ou de ses affluents, ou par réintroduction accidentelle ou artificielle.
Ces punaises sont prédatrices.
Chez A. aestivalis, les insectes hivernent au stade adulte, l'accouplement a lieu au printemps et en été, la ponte est déposée sur des cailloux, parfois des vieilles coquilles de mollusques. Les juvéniles se rencontrent en août et les adultes de l'année en septembre.

## Galerie

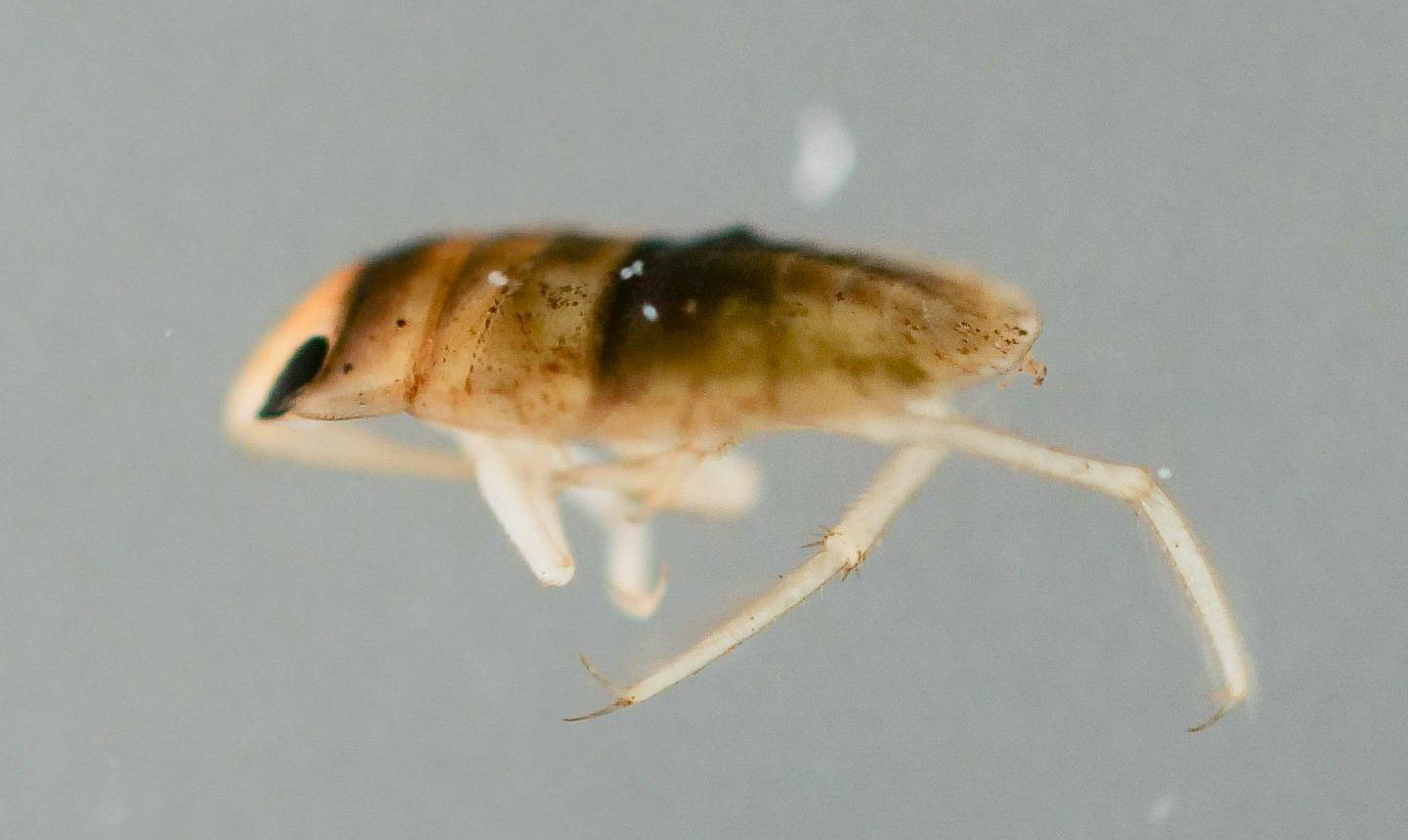
Aphelocheirus aestivalis, vue latérale
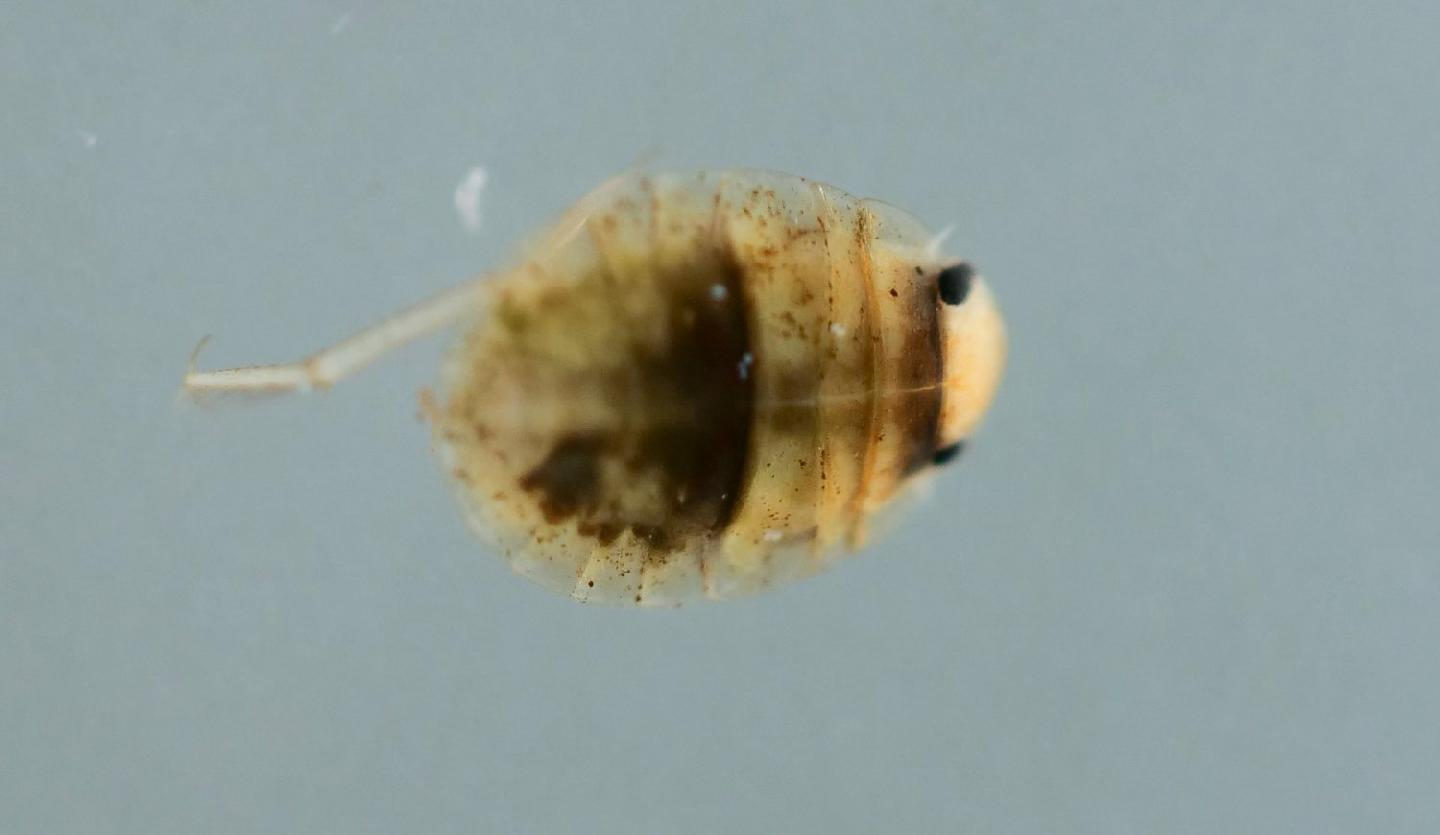
Aphelocheirus aestivalis, vue dorsale
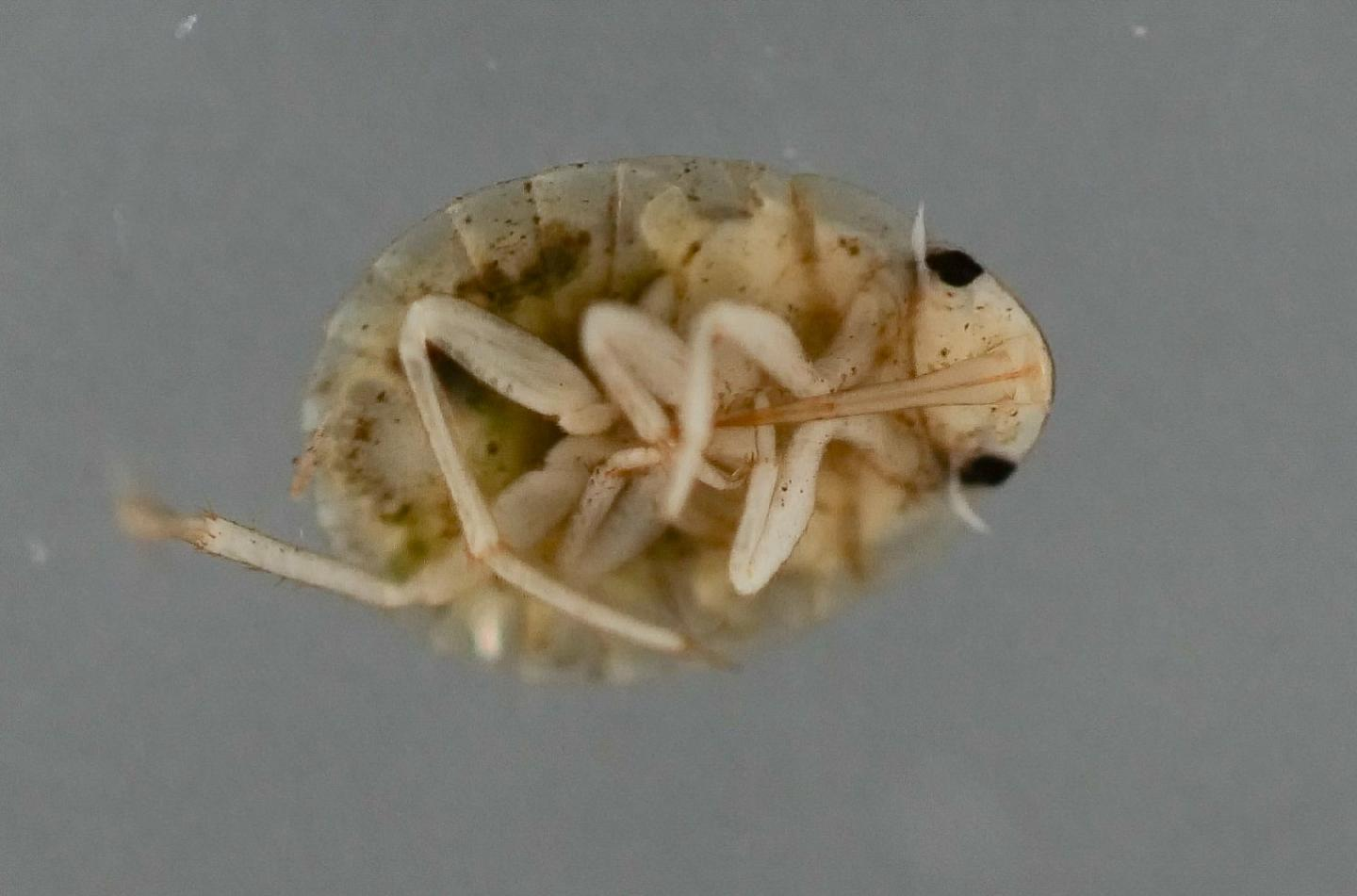
Aphelocheirus aestivalis, vue ventrale

## Systématique
Les Aphelocheiridae sont classés dans la super-famille des Naucoroidea, avec les Potamocoridae et les Naucoridae. Ils ont également été classés dans une super-famille à part, les Aphelocheiridae, avec les seuls Potamocoridae.
Elle comprend un seul genre, Aphelocheirus Westwood, 1833, lui-même séparé en deux sous-genres, Aphelocheirus (Aphelocheirus) Westwood, 1833, avec 100 espèces décrites, et Aphelocheirus (Micraphelocheirus) Hoberland and Stys, 1979, avec 9 espèces, de plus petite taille.
Une espèce fossile a également été découverte, †Aphelocheirus (Aphelocheirus) affinis Jordan 1967, du Plaisancien (Pliocène, -3.6 à -2.6 millions d'années) en Basse-Saxe, et un autre Aphelocheirus indéterminé du Bartonien (Éocène, -41 à -38 millions d'années) d'Allemagne.

### Liste des genres
Selon BioLib (15 avril 2022) :
- genre Aphelocheirus Westwood, 1833

### Liste d'espèces
Selon BioLib (15 avril 2022) :
- sous-genre Aphelocheirus (Aphelocheirus) Westwood, 1833
  - Aphelocheirus aestivalis (Fabricius, 1794)
  - Aphelocheirus altigradus Zettel, 1998
  - Aphelocheirus amplus G.Q. Liu & L.Y. Zheng, 1994
  - Aphelocheirus amurensis (Kiritshenko, 1925)
  - Aphelocheirus apicalis Tran & Nguyen, 2016
  - Aphelocheirus ashlocki D.A. Polhemus & J.T. Polhemus, 1988
  - Aphelocheirus australicus Usinger, 1937
  - Aphelocheirus baguio D.A. Polhemus & J.T. Polhemus, 1988
  - Aphelocheirus bengkulu D. Polhemus, 1994
  - Aphelocheirus bianchii (Kiritshenko, 1933)
  - Aphelocheirus boukali Zettel, 2000
  - Aphelocheirus breviceps Horváth, 1895
  - Aphelocheirus breviculus Nieser & Chen, 1991
  - Aphelocheirus bruneiensis Zettel, Lane & Moore, 2008
  - Aphelocheirus brunneus G.Q. Liu & L.Y. Zheng, 2000
  - Aphelocheirus cantonensis D.A. Polhemus & J.T. Polhemus, 1988
  - Aphelocheirus carinatus (Royer, 1920)
  - Aphelocheirus celebensis D.A. Polhemus & J.T. Polhemus, 1988
  - Aphelocheirus corbeli Poisson, 1955
  - Aphelocheirus debilis (Kiritshenko, 1925)
  - Aphelocheirus denticeps Montandon, 1910
  - Aphelocheirus dudgeoni D.A. Polhemus & J.T. Polhemus, 1988
  - Aphelocheirus ellipsoideus Liu & Ding, 2005
  - Aphelocheirus fang D.A. Polhemus & J.T. Polhemus, 1988
  - Aphelocheirus femoratus D.A. Polhemus & J.T. Polhemus, 1988
  - Aphelocheirus fischeri Zettel, 2009
  - Aphelocheirus flavinotatus Tran & Nguyen, 2016
  - Aphelocheirus freitagi Zettel & Pangantihon, 2010
  - Aphelocheirus gapudi Zettel, 1999
  - Aphelocheirus geros Nieser & Chen, 1996
  - Aphelocheirus goellnerae Zettel, 2012
  - Aphelocheirus grik D.A. Polhemus & J.T. Polhemus, 1988
  - Aphelocheirus gularis Horváth, 1918
  - Aphelocheirus gusenleitneri Zettel, 2009
  - Aphelocheirus hainanensis Zettel, 1998
  - Aphelocheirus improcerus (Kiritshenko, 1929)
  - Aphelocheirus inops (Horváth, 1918)
  - Aphelocheirus javanicus D.A. Polhemus & J.T. Polhemus, 1988
  - Aphelocheirus jendeki Zettel, 1998
  - Aphelocheirus karen Sites & Zettel, 2005
  - Aphelocheirus kawamurae (Matsumura, 1915)
  - Aphelocheirus kaygieyess Sites, Arunachalam & Sundar, 2011
  - Aphelocheirus kedirius Nieser & al., 2004
  - Aphelocheirus kelabitensis Zettel, 1993
  - Aphelocheirus kinabalu D.A. Polhemus & J.T. Polhemus, 1988
  - Aphelocheirus kodadai Zettel, 1999
  - Aphelocheirus kolenatii (Kiritshenko, 1925)
  - Aphelocheirus kra Sites, 2006
  - Aphelocheirus kumbanus Linnavuori, 1975
  - Aphelocheirus lahu D.A. Polhemus & J.T. Polhemus, 1988
  - Aphelocheirus lao D.A. Polhemus & J.T. Polhemus, 1988
  - Aphelocheirus longidentatus G. Q Liu & J.H. Ding, 2005
  - Aphelocheirus longlingensis Xie & Liu, 2014
  - Aphelocheirus lorelindu D.A. Polhemus & J.T. Polhemus, 1988
  - Aphelocheirus lugubris Horvath, 1899
  - Aphelocheirus luteus G. Q Liu & J.H. Ding, 2005
  - Aphelocheirus luzonicus D.A. Polhemus & J.T. Polhemus, 1988
  - Aphelocheirus maculosus Liu & Zheng, 1994
  - Aphelocheirus madli Zettel, 2002
  - Aphelocheirus maehongsonus Sites & Zettel, 2005
  - Aphelocheirus malayanus D.A. Polhemus & J.T. Polhemus, 1988
  - Aphelocheirus menglaensis Xie & Liu, 2015
  - Aphelocheirus minor D.A. Polhemus & J.T. Polhemus, 1988
  - Aphelocheirus montandoni Horváth, 1899
  - Aphelocheirus monthathanus Sites & Zettel, 2005
  - Aphelocheirus motuoensis Xie & Liu, 2014
  - Aphelocheirus murcius Nieser & Millán, 1989
  - Aphelocheirus narmadaensis Thirumalai, 2008
  - Aphelocheirus nathani La Rivers, 1971
  - Aphelocheirus nawae Matsumura, 1905
  - Aphelocheirus nepalensis Zettel, 1998
  - Aphelocheirus nigrita Horváth, 1899
  - Aphelocheirus occidentalis Nieser & Millán, 1989
  - Aphelocheirus palawanensis D.A. Polhemus & J.T. Polhemus, 1988
  - Aphelocheirus pallens Horvath, 1899
  - Aphelocheirus pemae Millán, L'Mohdi & Carbonell, 2016
  - Aphelocheirus petersi D.A. Polhemus & J.T. Polhemus, 1988
  - Aphelocheirus philippinensis Usinger, 1938
  - Aphelocheirus plumipes (Oshanin, 1909)
  - Aphelocheirus pradhanae Zettel, 1998
  - Aphelocheirus robustus Nieser & Chen, 1991
  - Aphelocheirus rotroui Bergevin, 1925
  - Aphelocheirus sapa Tran & Nguyen, 2016
  - Aphelocheirus schoutedeni Montandon, 1914
  - Aphelocheirus sculpturatus D.A. Polhemus & J.T. Polhemus, 1988
  - Aphelocheirus sculpturatus D.A. Polhemus & J.T. Polhemus, 1988
  - Aphelocheirus sehoutedeni Montandon, 1914
  - Aphelocheirus similaris D.A. Polhemus & J.T. Polhemus, 1988
  - Aphelocheirus sinensis (Montandon, 1892)
  - Aphelocheirus siriphumus Sites, 2006
  - Aphelocheirus starmuehlneri Zettel, 2009
  - Aphelocheirus takeuchii (Esaki, 1934)
  - Aphelocheirus tesselatus Sites, 2006
  - Aphelocheirus thai D.A. Polhemus & J.T. Polhemus, 1988
  - Aphelocheirus thirumalaii Basu, Subramanian & Saha, 2013
  - Aphelocheirus tuberculipes Zettel & Tran, 2009
  - Aphelocheirus tuleari Poisson, 1963
  - Aphelocheirus uichancoi Usinger, 1938
  - Aphelocheirus ussuriensis (Kiritshenko, 1929)
  - Aphelocheirus variegatus (Kiritshenko, 1925)
  - Aphelocheirus venus Zettel, 1999
  - Aphelocheirus vittatus Matsumura, 1905
  - Aphelocheirus yasumatsui Miyamoto, 1960
  - Aphelocheirus zamboanga D.A. Polhemus & J.T. Polhemus, 1988
  - †Aphelocheirus affinis Jordan, 1967
- sous-genre Aphelocheirus (Micraphelocheirus) Hoberlandt & Štys, 1979
  - Aphelocheirus asiaticus (Hoberlandt & Štys, 1979)
  - Aphelocheirus bernhardti Zettel & Papáček, 2006
  - Aphelocheirus brevirostris D.A. Polhemus & J.T. Polhemus, 1988
  - Aphelocheirus clivicolus Polhemus, 1979
  - Aphelocheirus jaechi Zettel & Papáček, 2006
  - Aphelocheirus malayensis Zettel & Papáček, 2006
  - Aphelocheirus pygmaeus La Rivers, 1971
  - Aphelocheirus signatus Zettel, 1998
  - Aphelocheirus trani Zettel & Papáček, 2006